# Iarupea serratipennis
Iarupea serratipennis är en skalbaggsart som beskrevs av Rudolph Petrovitz 1973. Iarupea serratipennis ingår i släktet Iarupea och familjen Aphodiidae. Inga underarter finns listade i Catalogue of Life.